# Нарґестан
Нарґестан (перс. نرگستان) — село в Ірані, у дегестані Генд-Хале, у бахші Тулем, шагрестані Совмее-Сара остану Ґілян. За даними перепису 2006 року, його населення становило 1027 осіб, що проживали у складі 310 сімей.

## Клімат
Середня річна температура становить 14,09 °C, середня максимальна – 28,18 °C, а середня мінімальна – -0,84 °C. Середня річна кількість опадів – 979 мм.
| Клімат поселення                              | Клімат поселення | Клімат поселення | Клімат поселення | Клімат поселення | Клімат поселення | Клімат поселення | Клімат поселення | Клімат поселення | Клімат поселення | Клімат поселення | Клімат поселення | Клімат поселення | Клімат поселення |
| Показник                                      | Січ.             | Лют.             | Бер.             | Квіт.            | Трав.            | Черв.            | Лип.             | Серп.            | Вер.             | Жовт.            | Лист.            | Груд.            |                  |
| Середній максимум, °C                         | 8,59             | 8,79             | 11,56            | 17,48            | 21,88            | 25,20            | 28,18            | 27,84            | 24,12            | 21,04            | 16,54            | 11,87            |                  |
| Середня температура, °C                       | 3,86             | 4,09             | 6,84             | 12,76            | 17,17            | 20,50            | 23,89            | 23,55            | 19,82            | 16,78            | 12,24            | 7,60             |                  |
| Середній мінімум, °C                          | −0,84            | −0,63            | 2,13             | 8,05             | 12,46            | 15,78            | 19,62            | 19,28            | 15,55            | 12,48            | 7,98             | 3,32             |                  |
| Норма опадів, мм                              | 103              | 79               | 77               | 51               | 41               | 26               | 19               | 48               | 103              | 157              | 139              | 136              |                  |
| Середньомісячна швидкість вітру, м/с          | 2.19             | 2.40             | 2.40             | 2.30             | 2.30             | 2.61             | 2.52             | 2.33             | 2.14             | 2.10             | 2.09             | 2.00             |                  |
| Середньомісячна сонячна радіація, кДж/м²·день | 6755             | 8978             | 11054            | 15768            | 20085            | 22646            | 23542            | 19738            | 16160            | 10988            | 8478             | 6531             |                  |
| --------------------------------------------- | ---------------- | ---------------- | ---------------- | ---------------- | ---------------- | ---------------- | ---------------- | ---------------- | ---------------- | ---------------- | ---------------- | ---------------- | ---------------- |
| Джерело:                                      |                  |                  |                  |                  |                  |                  |                  |                  |                  |                  |                  |                  |                  |